# Avril Phali
Avril Phali (Vereeniging, 17 agosto 1978) è un ex calciatore sudafricano, di ruolo portiere.